# Joseph Jean
Joseph Jean PC (* 7. Februar 1890 in Saint-Philippe-de-Néri, Québec; † 18. Juli 1973) war ein Politiker der Liberalen Partei Kanadas, der Solicitor General im  16. kanadischen Kabinett von Premierminister William Lyon Mackenzie King sowie im 17. Kabinett von Premierminister Louis Saint-Laurent war.

## Leben
Jean absolvierte nach dem Schulbesuch zunächst ein grundständiges Studium, das er mit einem Bachelor of Science (B.S.) abschloss. Ein darauf folgendes Studium der Rechtswissenschaften beendete er mit einem Bachelor of Laws (LL.B.) und nahm im Anschluss eine Tätigkeit als Rechtsanwalt auf.
Als Kandidat der Liberalen Partei wurde Jean am 27. Juni 1932 bei einer Nachwahl im Wahlkreis Maisonneuve erstmals zum Mitglied des Unterhauses gewählt und vertrat anschließend seit seiner Wahl bei der Unterhauswahl vom 14. Oktober 1935 bis zu seinem freiwilligen Mandatsverzicht am 23. August 1949 den ebenfalls in Québec gelegenen Wahlkreis Mercier. 
Sein erstes Regierungsamt übernahm er am 6. Mai 1943 im 16. kanadischen Kabinett von Premierminister William Lyon Mackenzie King und war bis zum 30. November 1944 Parlamentarischer Assistent von Justizminister und Generalstaatsanwalt Louis Saint-Laurent.
Nach einer Kabinettsumbildung übernahm Claxton am 18. April 1945 das Amt des Solicitor General of Canada und damit das Amt eines der obersten Rechtsberater der kanadischen Regierung. Dieses Amt übte er auch im darauf folgenden 17. Kabinett Kanadas von Premierminister Louis Saint-Laurent bis zu seinem Rücktritt am 23. August 1949 aus.
Nach seinem Rücktritt als Solicitor General und dem Verzicht auf seine Unterhausmandat wurde er am 23. August 1949 zum Beigeordneten Richter am Obersten Gerichtshof von Montreal ernannt.